# Good Girl Gone Bad
Good Girl Gone Bad (v prevodu Dobro dekle postane slabo) je tretji studijski album pop pevke Rihanne. Izšel je 4. junija leta 2007.
Na njem so med drugimi pesmi »Umbrella«, »Shut Up and Drive«, »Don't Stop the Music«, »I Hate That I Love You« in singl »Rehab«, za katerega je Rihanna posnela videospot s pevcem Justinom Timberlakeom.